# Da Bomb
Da Bomb – drugi album studyjny amerykańskiej grupy hip-hopowej Kris Kross.

## Lista utworów
1. „Intro” (Dupri, Jermaine) – 0:19
2. „Da Bomb” featuring Da Brat (Da Brat/Dupri, Jermaine) – 4:10
3. „Sound of My Hood” (Dupri, Jermaine) – 2:40
4. „It Don't Stop (Hip Hop Classic)” (Simmons, J./Dupri, Jermaine/McDaniels, Darryl „DMC"/Kelly, Chris) – 2:56
5. „D.J. Nabs Break” (Dupri, Jermaine/DJ Nabs) – 1:41
6. „Alright" feat. Super Cat (Dupri, Jermaine) - 4:03
7. „I'm Real” (Dupri, Jermaine) - 3:14
8. „2 da Beat Ch'Yall” (Dupri, Jermaine/Kelly, Chris) – 3:41
9. „Freak da Funk” (Dupri, Jermaine) – 2:59
10. „A Lot 2 Live 4” (Dupri, Jermaine) – 2:14
11. „Take Um Out” (Dupri, Jermaine) – 4:35
12. „Alright [Extended Remix] (Dupri, Jermaine) – 6:01

## Użyte sample
- „Da Bomb”
  - Isaac Hayes - „The Look of Love”
  - Billy Squier - „The Big Beat”
- „Alright"
  - Slave - „Just a Touch of Love”
- „I'm Real”
  - Dr. Dre - „Ain't Nuthin' But a G Thang”
  - Rick James - „Mary Jane
- „2 Da Beat Ch'yall"
  - Ohio Players - „Funky Worm”
  - Parliament - „The Freeze (Sizzaleenmean)”
  - Zapp - „More Bounce to the Ounce”
- „Freak Da Funk!"
  - Funkadelic - „Free Your Mind and Your Ass Will Follow”
- „It Don't Stop (Hip Hop Classic)”
  - Lafayette Afro Rock Band - „Hihache”
  - Billy Squier - „The Big Beat”
- „Sound of My Hood"
  - Red Hot Chili Peppers - „Give It Away”
  - Dr. Dre -  „The Day The Niggaz Took Over”
  - Grover Washington Jr. -  „Mister Magic"
- „Take Um Out"
  - Funk, Inc. -  „Kool Is Back
  - Zapp - „More Bounce to the Ounce
- „A Lot 2 LIve 4"
  - A Different World Dialogue